# Bussea eggelingii
Bussea eggelingii är en ärtväxtart som beskrevs av Bernard Verdcourt. Bussea eggelingii ingår i släktet Bussea och familjen ärtväxter. IUCN kategoriserar arten globalt som starkt hotad. Inga underarter finns listade i Catalogue of Life.